# Chūkadon

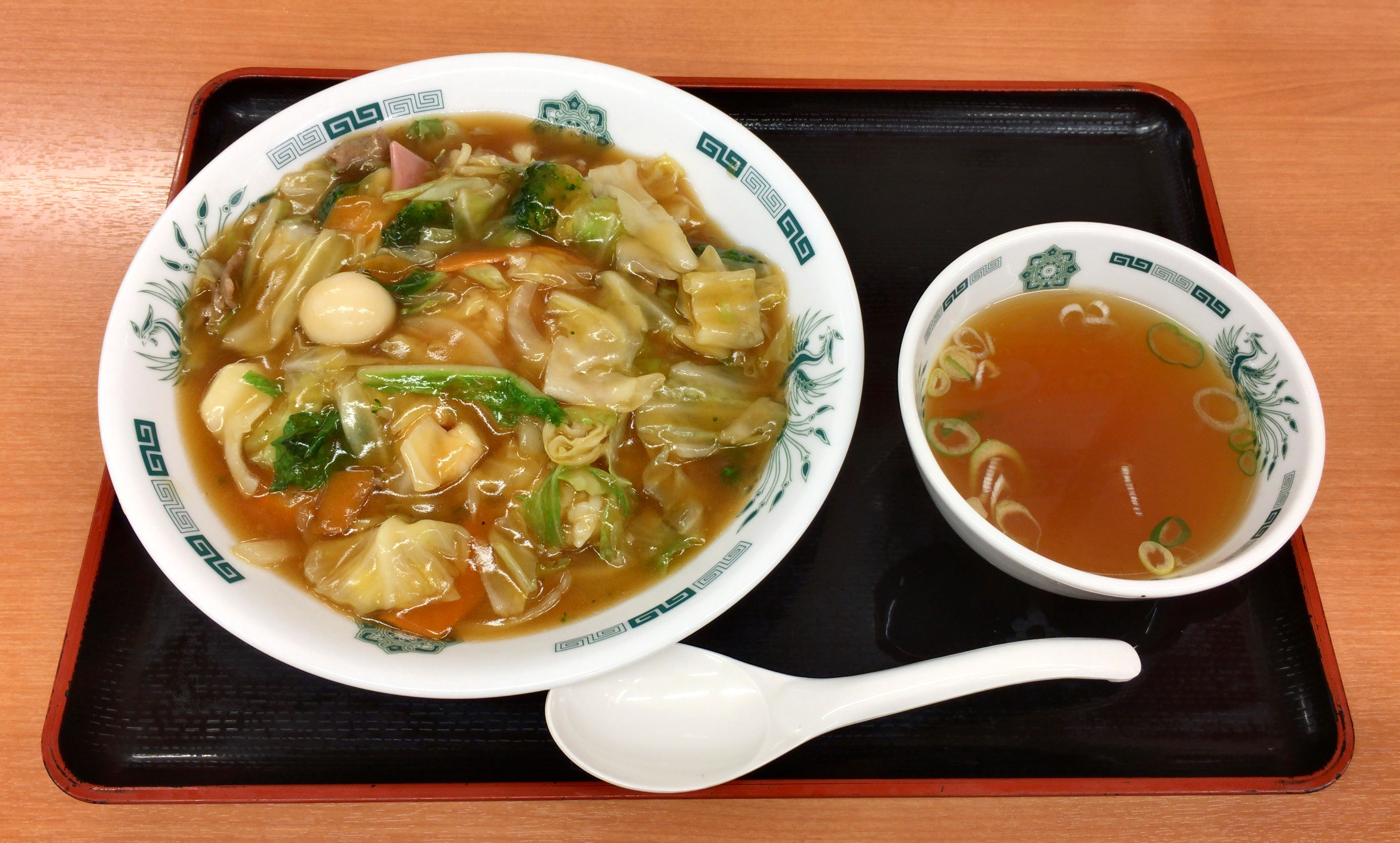
Chūkadon.

El chūkadon (中華丼,?  literalmente ‘bol de arroz chino’) es un popular plato de comida rápida japonés de inspiración china. Consiste en un cuenco de arroz con verdura salteada, cebolla, champiñón y trocitos de carne encima. Es un tipo de donburi.
- Datos: Q1139364
- Multimedia: Chukadon / Q1139364